# Hanako Ohta

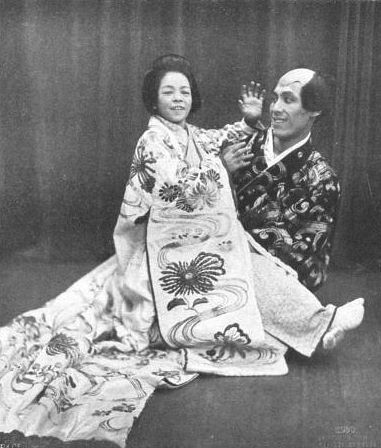
Hisa Ōta

Hisa Ōta eller Hisa Ōta, född 7 maj 1868, död 2 april 1945, var en japansk skådespelerska.
Hanako Ohta vann tidigt ett namn inom den klassiska repertoaren i Tokyo, och företog 1905 en europeisk turné och besökte då även Stockholm, där hon bland annat spelade Akoya i Harakiri, samt uppträdde från 1908 upprepade gånger med stor framgång i London.